# Pierwiastki piątego okresu
Pierwiastki piątego okresu – pierwiastki chemiczne znajdujące się w piątym okresie (rzędzie) układu okresowego pierwiastków. Piąty okres zawiera 18 pierwiastków, z których jedynie dwa są niemetalami a inne dwa – półmetalami.

## Znaczenie i występowanie

Rozpowszechnienie pierwiastków chemicznych w Układzie Słonecznym

Okres piąty zawiera m.in.: technet, pierwszy otrzymany sztucznie pierwiastek i nie posiadający stabilnych izotopów, dwa najcięższe pierwiastki, które mają biologiczne znaczenie: jod i molibden oraz niob, który ma największą ze wszystkich pierwiastków głębokość wnikania pola magnetycznego. Niektóre metale przejściowe, np. rod, są często wykorzystywane w jubilerstwie z uwagi na swoją wysoką połyskliwość.
Okres piąty jest znany z występowania wielu przypadków promocji elektronowej.
| Z  | Symbol | Nazwa    | Właściwości metaliczne  | Konfiguracja elektronowa |
| -- | ------ | -------- | ----------------------- | ------------------------ |
| 37 | Rb     | Rubid    | metal alkaliczny        | [Kr] 5s1                 |
| 38 | Sr     | Stront   | metal ziem alkalicznych | [Kr] 5s2                 |
| 39 | Y      | Itr      | metal przejściowy       | [Kr] 4d1 5s2             |
| 40 | Zr     | Cyrkon   | metal przejściowy       | [Kr] 4d2 5s2             |
| 41 | Nb     | Niob     | metal przejściowy       | [Kr] 4d4 5s1 (*)         |
| 42 | Mo     | Molibden | metal przejściowy       | [Kr] 4d5 5s1 (*)         |
| 43 | Tc     | Technet  | metal przejściowy       | [Kr] 4d5 5s2             |
| 44 | Ru     | Ruten    | metal przejściowy       | [Kr] 4d7 5s1 (*)         |
| 45 | Rh     | Rod      | metal przejściowy       | [Kr] 4d8 5s1 (*)         |
| 46 | Pd     | Pallad   | metal przejściowy       | [Kr] 4d10 (*)            |
| 47 | Ag     | Srebro   | metal przejściowy       | [Kr] 4d10 5s1 (*)        |
| 48 | Cd     | Kadm     | metal przejściowy       | [Kr] 4d10 5s2            |
| 49 | In     | Ind      | metal                   | [Kr] 4d10 5s2 5p1        |
| 50 | Sn     | Cyna     | metal                   | [Kr] 4d10 5s2 5p2        |
| 51 | Sb     | Antymon  | półmetal                | [Kr] 4d10 5s2 5p3        |
| 52 | Te     | Tellur   | półmetal                | [Kr] 4d10 5s2 5p4        |
| 53 | I      | Jod      | niemetal – fluorowiec   | [Kr] 4d10 5s2 5p5        |
| 54 | Xe     | Ksenon   | gaz szlachetny          | [Kr] 4d10 5s2 5p6        |

(*) występuje promocja elektronowa